# Blanka
Blanka (ブランカ, Buranka) é um personagem fictício da série de jogos de luta Street Fighter da Capcom. Ele apareceu pela primeira vez no videogame Street Fighter II de 1991 como um dos oito personagens jogáveis, e foi posteriormente apresentado sequências e spin-off. Blanka também está presente em vários jogos de crossover da Capcom, incluindo a série SNK vs. Capcom. O personagem apareceu em outras adaptações de mídia da franquia, incluindo um filme de animação, um filme live-action, uma série animada de televisão e revistas em quadrinhos.
Blanka foi originalmente concebido como um personagem humano por Akira "Akiman" Yasuda, e sofreu várias reconceituações durante a produção de Street Fighter II antes de chegar à sua versão final como uma fera selvagem com pele verde e longos cabelos laranja. A história de fundo de Blanka é que ele já foi humano, mas depois de um acidente de avião no Brasil ele sofreu uma mutação (resultando em sua coloração verde e sua capacidade de gerar eletricidade). Blanka foi geralmente bem recebido pelos críticos e fãs, tornando-se um dos personagens mais populares da franquia.

## Concepção e design

### Criação
Projetado por Akira "Akiman" Yasuda, o conceito por trás de Blanka surgiu em um projeto inicial como um homem africano chamado Anabebe, que foi criado por um leão. Após o lançamento de Final Fight, a Capcom conduziu abordou Street Fighter II e considerou vários designs para o personagem Blanka (incluindo um lutador mascarado baseado em Tiger Mask e um guerreiro estilo ninja).  Seu design mais tarde mudou para um homem grande com cabelos grossos e costeletas, chamado "Hammer Blanka". A equipe então adotou a aparência feroz de Blanka, porque eles sentiram que o jogo seria "chato" com apenas personagens humanos.

### Características
A característica física mais proeminente de Blanka é sua cor verde, inicialmente atribuída ao seu consumo de clorofila das plantas para se misturar em seu ambiente selvagem. No entanto, quando Street Fighter foi trazido para os EUA, a coloração de Blanka foi atribuída a ele ser atingido por um raio durante a tempestade elétrica em que seu avião caiu. Em Street Fighter II, a pele de Blanka é verde-amarelada, mas versões posteriores do personagem são de um verde brilhante.
Blanka luta em um estilo autodidata e animalesco. Em vários de seus movimentos especiais ele rola em uma bola, lançando-se contra um oponente. No ataque característico de Blanka, ele se agacha e emite uma corrente elétrica chocando tudo o que toca. Apesar de Blanka rosnar em combate, exceto por Street Fighter Alpha 3 ele fala em cinemáticas.

## Outras mídias
Blanka aparece brevemente em Street Fighter II: The Animated Movie, quando ele é baixado de uma gaiola e derrota Zangief. O filme live action de Street Fighter combinou Blanka e Charlie em um único personagem. Charlie é capturado por Bison, que força Dhalsim a submetê-lo a testes genéticos para criar o soldado perfeito.  Blanka foi interpretado por Robert Mammone, enquanto Kim Repia desempenhou o papel em sua adaptação para videogame. As série de animação americana manteve a história da origem do filme para o personagem, como ele e Guile procurar uma cura para sua mutação. Na adaptação em quadrinhos de Street Fighter da UDON, Blanka é usado como uma arma viva pela Shadaloo até que ele seja resgatado por Delta Red (esquadrão de Cammy). Voltando aos seus sentidos, ele se reúne com sua mãe. Blanka é um oponente enfrentado por Ryu, Guile e Chun-Li na história do mangá de Street Fighter e faz uma aparição no filme da Disney Wreck-It Ralph.  Blanka é um dos diversos personagens que fazem cameo no filme Jogador Nº1, dançando em uma cena de baile.